# Cenosphäre
Eine Cenosphäre oder Kenosphäre (engl. cenosphere, kenosphere, microsphere) ist eine leichtgewichtige, inerte Hohlkugel mikroskopischer Dimension, die vorwiegend aus Siliciumdioxid und Aluminiumoxid besteht. Diese ist mit Luft oder inertem Gas gefüllt. 
Kugeln aus Silikatglas werden auch als Glashohlkugeln (Markenbezeichnung u. a. Glass Bubbles) bezeichnet.
Allgemeinere Bezeichnungen sind Mikrohohlkörper, Mikrohohlkugel, Mikrokugel sowie Mikroballon bzw. engl. Microballon.
Typischerweise entstehen Cenosphären als Nebenprodukt bei der Verbrennung von Kohle in Wärmekraftwerken. Die Farbe von Cenosphären variiert von grau bis weitgehend weiß. Ihre Dichten liegen grob im Bereich 0,4–0,8 g/cm³, so dass sie im Wasser einen deutlichen Auftrieb haben.
Cenosphären sind hart und steif, leicht, wasserbeständig, ungiftig und isolierend. Dies macht sie höchst nützlich für eine Vielzahl von Produktionen, insbesondere als Füllstoff. So wird Zement durch Beimengung von Cenosphären zu Leichtbeton. In jüngerer Zeit werden sie auch als Füllstoff für Metalle und Polymere verwendet, um daraus leichtgewichtige Mischungen zu erhalten, die aber eine deutlich höhere Festigkeit als z. B. Schaumstoffe haben. Als Bezeichnung wurde der englische Begriff syntactic foam geprägt. Als Syntaktischer Metallschaum mit Matrix aus Aluminium hat etwa der Bereich Fahrzeugbau bereits Anwendungsgebiete etabliert.
Silberummantelte Cenosphären werden für elektrisch leitfähige Beschichtungen, Fliesen und Fasern benutzt. Ein weiterer Einsatzbereich ist leitfähige Farbe für antistatische Beschichtungen und für elektromagnetische Abschirmungen.

## Begriff
Das Wort Cenosphäre oder Kenosphäre leitet sich von den beiden griechischen Worten kenos (hohl, leer) und sphaera (Kugel) ab und bedeutet somit „hohle Kugel“.

## Herstellung
Während der Verbrennung von Kohle in einem Wärmekraftwerk entsteht Flugasche, die keramische Partikel enthält, welche zum größten Teil aus Aluminium- und Siliciumoxid bestehen. Diese entstehen bei Temperaturen zwischen 1500 und 1750 °C in einem physikalisch-chemischen Prozess. Ihre chemische Zusammensetzung und Struktur variiert stark und wird von der Zusammensetzung der für die Verbrennung verwendeten Kohle mitbestimmt.
Diese keramischen Partikel der Flugasche werden in drei Struktur-Kategorien eingeteilt. Der erste Teil der Partikel ist massiv und wird im englischen Precipitator (von precipitation, dt. Ausfällen, Abscheiden) genannt. Der zweite Typ, welcher hohl ist, heißt Cenosphäre. Die dritte Kategorie sind Plerospheres, welche ebenfalls hohle Partikel sind, aber so groß im Durchmesser, dass sie wiederum eine Füllung aus kleineren Precipitators und Cenosphären haben können.

## Kraftstoff- und Öl-Cenosphären
Die Definition des Begriffs Cenosphäre hat sich über die letzten 30 Jahre hinweg gewandelt. Bis einschließlich der 1990er war damit nur eine Kohlenstoffkugel gemeint, wie sie bei einer Verbrennung unter Sauerstoffmangel (fette Verbrennung) von tröpfchenartig vergasten Flüssigtreibstoffen, die auf eine Temperatur von weniger als 200 °C gekühlt worden waren, bevor diese genutzt wurden, entsteht. Diese Cenosphären aus Kraftstoff deuteten jeweils darauf hin, dass für den Verbrennungsvorgang eine Einspritzeinheit Anwendung fand, die Tropfen produziert, bzw. auf die offene Verbrennung von schweren Flüssigtreibstoffen wie etwa Asphalt oder unter Hitze und Blasenbildung aktivierten Thermoplasten. Das Zerplatzen der Blasen führte zu brennbaren Tropfen.
Diese Definition wird auch heute noch in der Umweltanalyse mit dem Mikroskop verwendet. Damit kann zwischen unvollkommener Verbrennung von Flüssigtreibstoffen und Hochtemperatur-Flugasche, wie sie bei vollkommener Verbrennung von Treibstoffen mit anorganischen Beimengungen entsteht, unterschieden werden. Cenosphären, die aus Kraftstoffen entstehen, sind immer schwarz.
Die feuerfeste Cenosphäre nach obiger Definition ist gleichbedeutend mit dem englischen Microballon oder der Glasmikrosphäre, während sie sich zugleich von der alten Definition der Kraftstoff-Cenosphäre abgrenzt.
Die Verwendung des Begriffs Cenosphäre an Stelle von microballon ist weit verbreitet.